# 1976年ドイツグランプリ
1976年ドイツグランプリ（XXXVIII Großer Preis von Deutschland）は、1976年のF1世界選手権第10戦として、1976年8月1日にニュルブルクリンクで開催された。
ニュルブルクリンク北コース“ノルドシュライフェ”で開催された最後のF1レースである。

## 予選

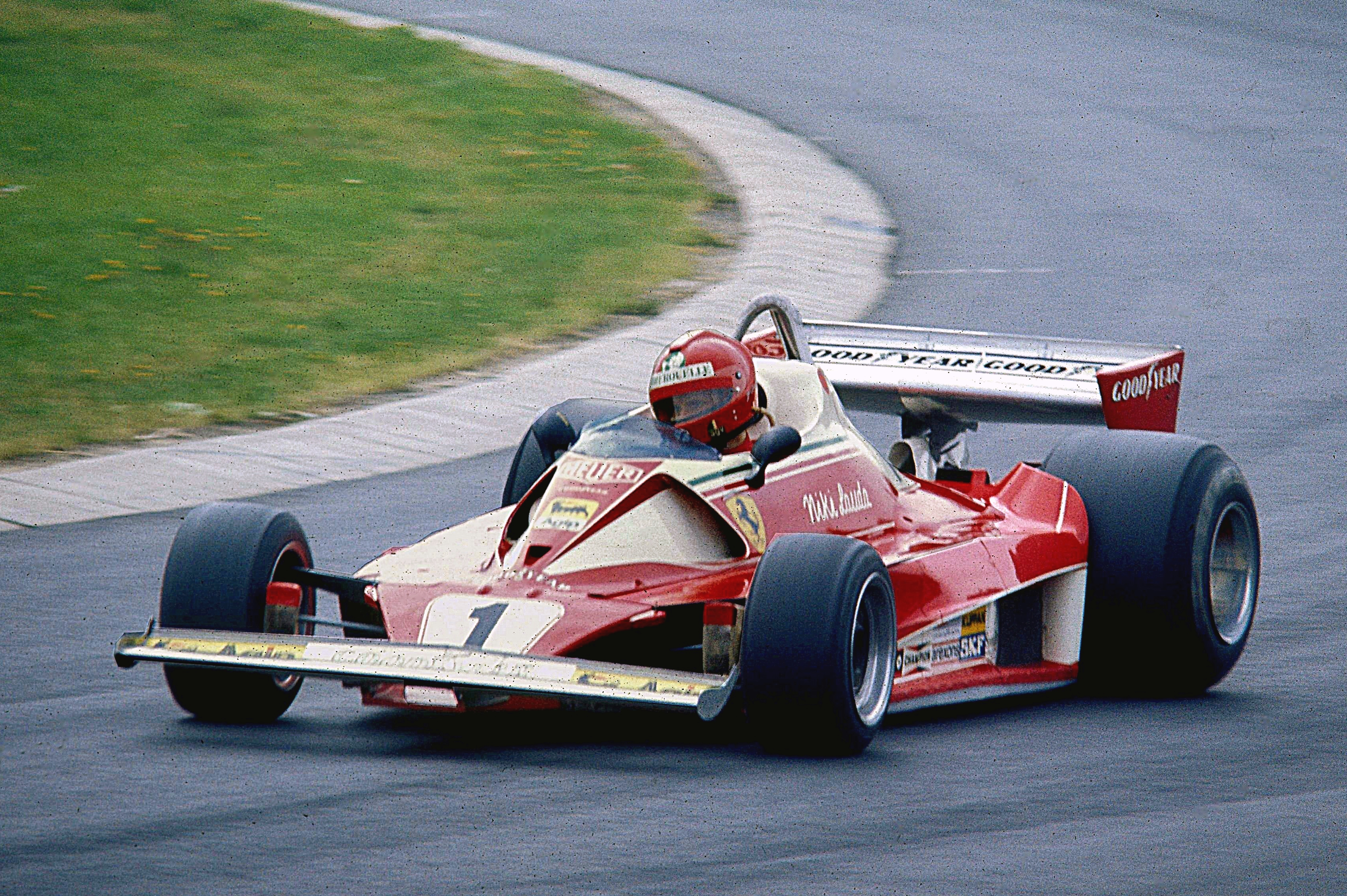
予選でのニキ・ラウダ

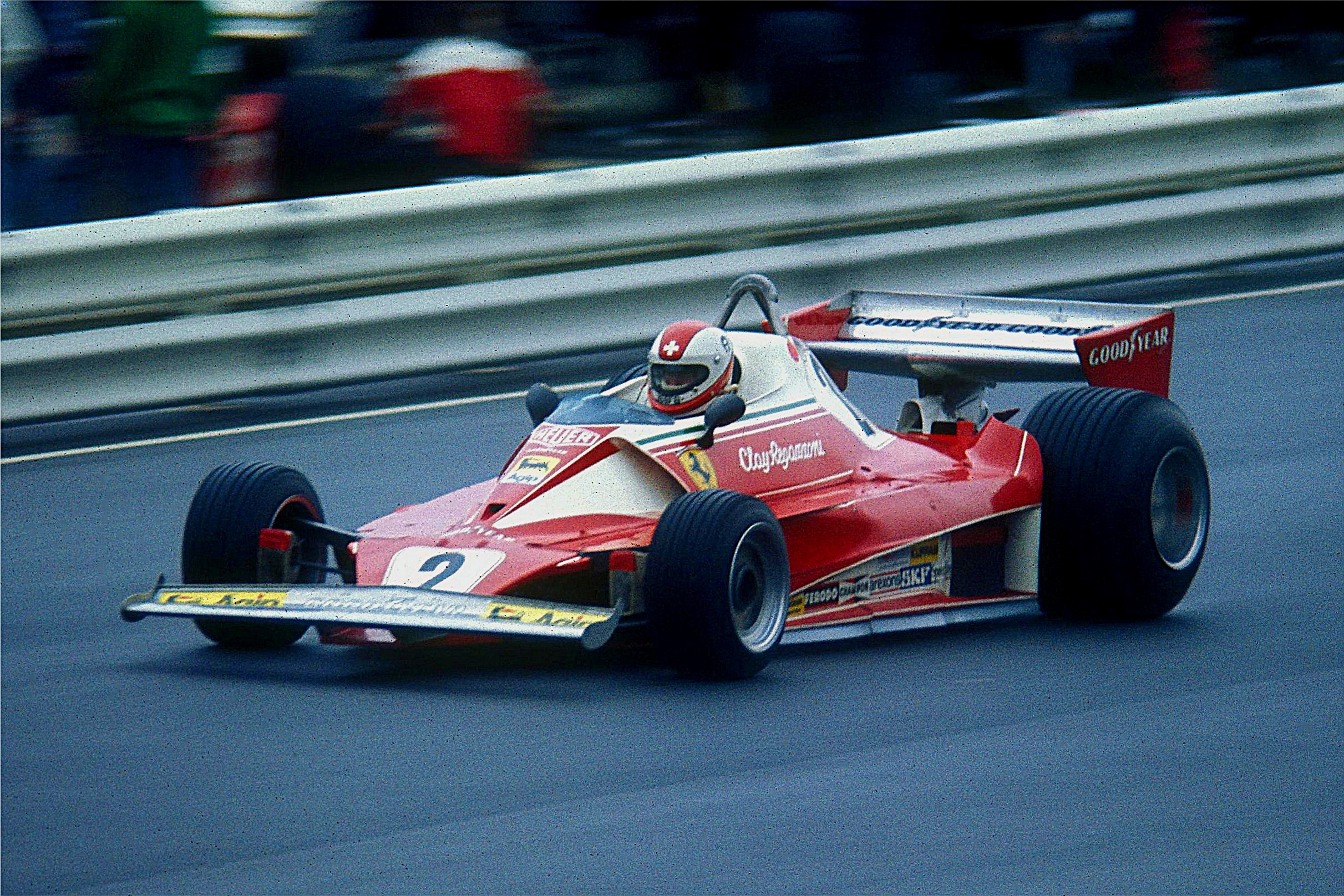
クレイ・レガツォーニ（予選2日目）

2年連続ドイツGPでポールポジションを獲得しているニキ・ラウダが1日目の午前中に7分08秒2を記録。スペインGPから施行されたインダクションポッド規制の影響のため、7分を切った前年のポールタイムから10秒も遅れた。それにジェームス・ハント、クレイ・レガツォーニと続く。午後になってハントが7分06秒5でラウダを抜いて暫定1位となった。
2日目は雨のためどのドライバーもタイムを更新することができず、結局ハントのポールポジションが確定。ラウダは2位。3位にパトリック・デパイユ、4位は地元ドイツのハンス＝ヨアヒム・スタック。フェラーリ陣営はラウダのマシンに新しいセッティングを組んで予選に挑む予定だったが、当てが外れた格好となった。チームマネージャーのダニエル・オーデットは決勝当日の朝に全コースを使ったフリー走行の時間を設けるよう依頼したが、嘆願書の提出が遅かったため、予定を変更することはできないとして却下されている。

### 結果

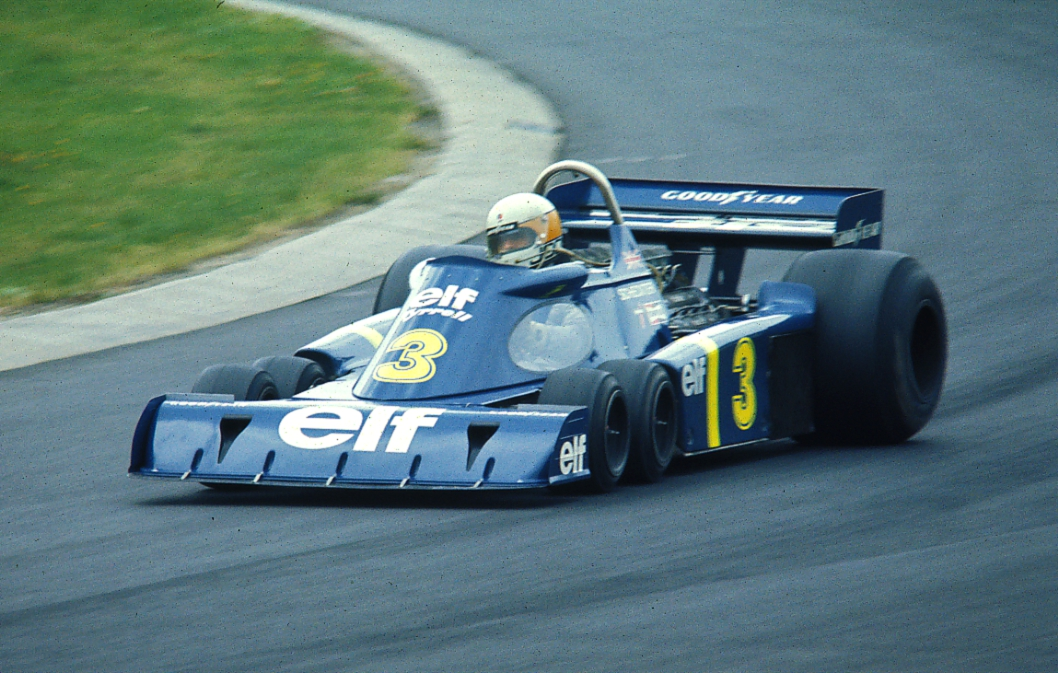
ジョディ・シェクター

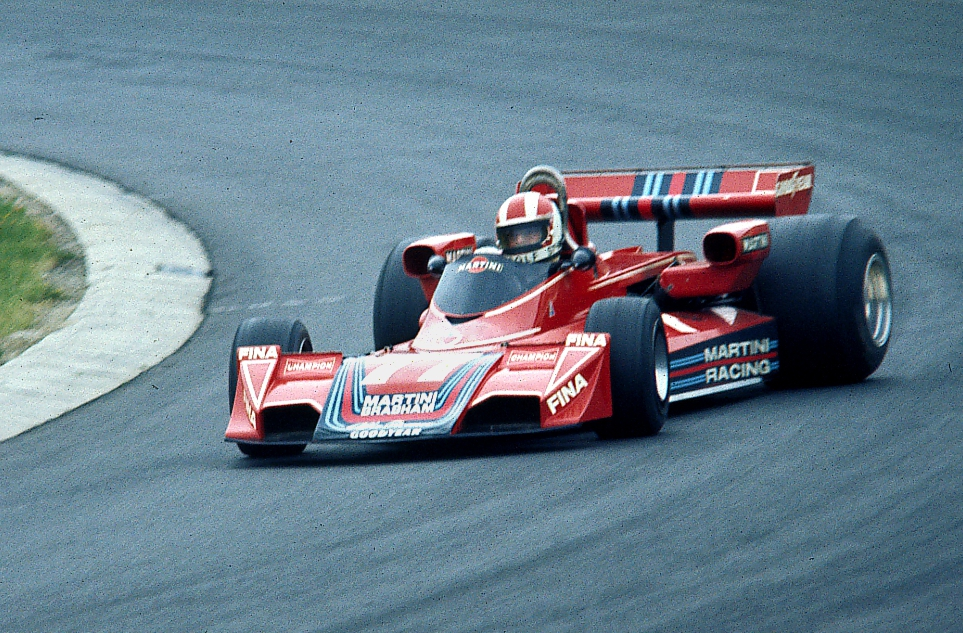
ロルフ・シュトメレン

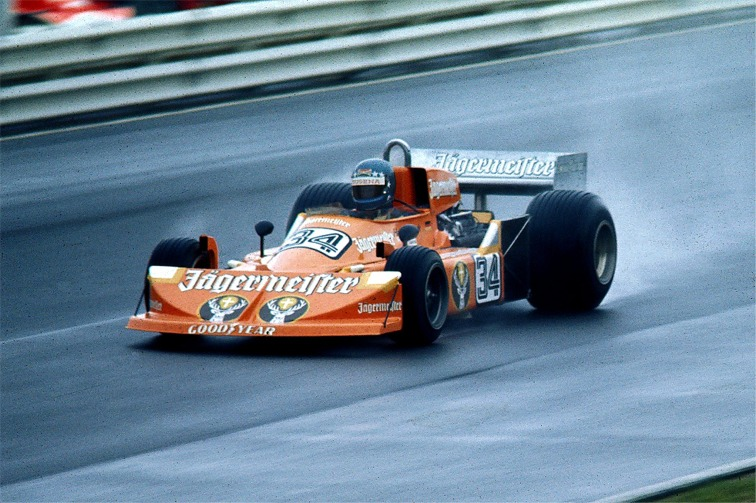
ハンス＝ヨアヒム・スタック。ブランビラ車とはロールバーの高さが異なる。

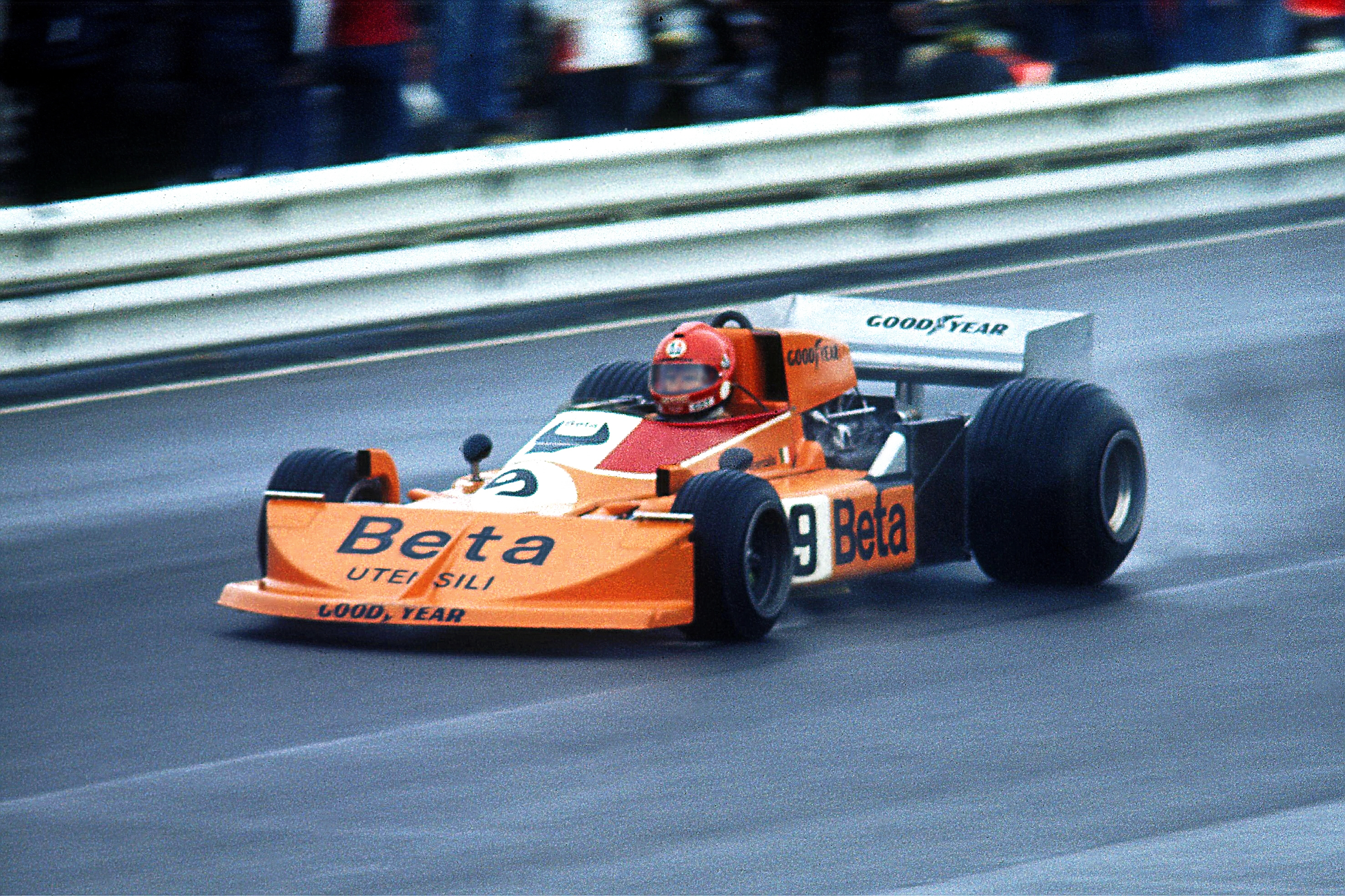
マーチ761をドライブするヴィットリオ・ブランビラ

| 順位 | No | ドライバー                         | コンストラクター             | 1回目  | 2回目  | 3回目   |
| ---- | -- | ---------------------------------- | ---------------------------- | ------ | ------ | ------- |
| 1    | 11 | ジェームス・ハント                 | マクラーレン・フォード       | 7'10.3 | 7'06.5 | -       |
| 2    | 1  | ニキ・ラウダ                       | フェラーリ                   | 7'08.2 | 7'07.4 | 9'36.8  |
| 3    | 4  | パトリック・デパイユ               | ティレル・フォード           | 7'15.6 | 7'08.8 | 8'34.4  |
| 4    | 34 | ハンス＝ヨアヒム・スタック         | マーチ・フォード             | 7'10.1 | 7'09.1 | 8'13.1  |
| 5    | 2  | クレイ・レガツォーニ               | フェラーリ                   | 7'11.8 | 7'09.3 | 8'05.8  |
| 6    | 26 | ジャック・ラフィット               | リジェ・マトラ               | 7'13.6 | 7'11.3 | 9'08.2  |
| 7    | 8  | カルロス・パーチェ                 | ブラバム・アルファロメオ     | 7'18.7 | 7'12.0 | -       |
| 8    | 3  | ジョディー・シェクター             | ティレル・フォード           | 7'18.0 | 7'12.2 | 9'43.0  |
| 9    | 12 | ヨッヘン・マス                     | マクラーレン・フォード       | 7'15.3 | 7'13.0 | -       |
| 10   | 7  | カルロス・ロイテマン               | ブラバム・アルファロメオ     | 7'24.9 | 7'14.9 | 8'32.4  |
| 11   | 10 | ロニー・ピーターソン               | マーチ・フォード             | -      | 7'14.9 | 7'27.3  |
| 12   | 5  | マリオ・アンドレッティ             | ロータス・フォード           | 7'20.5 | 7'16.1 | 8'17.6  |
| 13   | 9  | ヴィットリオ・ブランビラ           | マーチ・フォード             | 7'17.7 | 7'23.5 | 7'47.3  |
| 14   | 19 | アラン・ジョーンズ                 | サーティース・フォード       | 7'27.1 | 7'19.9 | -       |
| 15   | 77 | ロルフ・シュトメレン               | ブラバム・アルファロメオ     | 7'33.5 | 7'21.6 | 8'02.3  |
| 16   | 6  | グンナー・ニルソン                 | ロータス・フォード           | 7'32.5 | 7'23.0 | 9'21.0  |
| 17   | 22 | クリス・エイモン                   | エンサイン・フォード         | 7'35.3 | 7'23.1 | 9'06.0  |
| 18   | 16 | トム・プライス                     | シャドウ・フォード           | 7'25.4 | 7'23.3 | 8'11.3  |
| 19   | 28 | ジョン・ワトソン                   | ペンスキー・フォード         | 7'34.9 | 7'23.5 | 8'19.8  |
| 20   | 30 | エマーソン・フィッティパルディ     | フィッティパルディ・フォード | 7'32.1 | 7'28.0 | 12'31.2 |
| 21   | 20 | アルトゥーロ・メルツァリオ         | ウィリアムズ・フォード       | 7'37.2 | 7'28.8 | -       |
| 22   | 24 | ハラルド・アートル                 | ヘスケス・フォード           | 7'33.9 | 7'30.0 | 17'38.7 |
| 23   | 17 | ジャン＝ピエール・ジャリエ         | シャドウ・フォード           | 7'53.9 | 7'30.9 | 9'18.1  |
| 24   | 18 | ブレット・ランガー                 | サーティース・フォード       | 7'44.6 | 7'32.7 | 8'16.8  |
| 25   | 25 | ガイ・エドワーズ                   | ヘスケス・フォード           | 7'47.8 | 7'38.6 | 9'59.0  |
| 26・ | 40 | アレッサンドロ・ペゼンティ＝ロッシ | ティレル・フォード           | 7'59.1 | 7'48.5 | 9'39.2  |
| DNQ  | 33 | レラ・ロンバルディ                 | ブラバム・フォード           | 7'51.4 | 7'51.1 |         |
| DNQ  | 38 | アンリ・ペスカロロ                 | サーティース・フォード       | -      | 8'04.2 | 9'09.8  |

## 決勝
決勝当日は、前日の雨の影響で路面が濡れていてコースの一部では雨が降り始めていた。ほとんどのマシンはレインタイヤを装着する中、ヨッヘン・マス（マクラーレン）だけはスリックタイヤを履く。スタート後、レガツォーニがトップ、その後にハント。ラウダはホイールスピンを起こしたためスタートが遅れる。その後、路面が乾き始めたため、マス以外のマシンはタイヤ交換のためピットイン。ラウダもピットインするが、タイヤ交換に手間取って後退する。

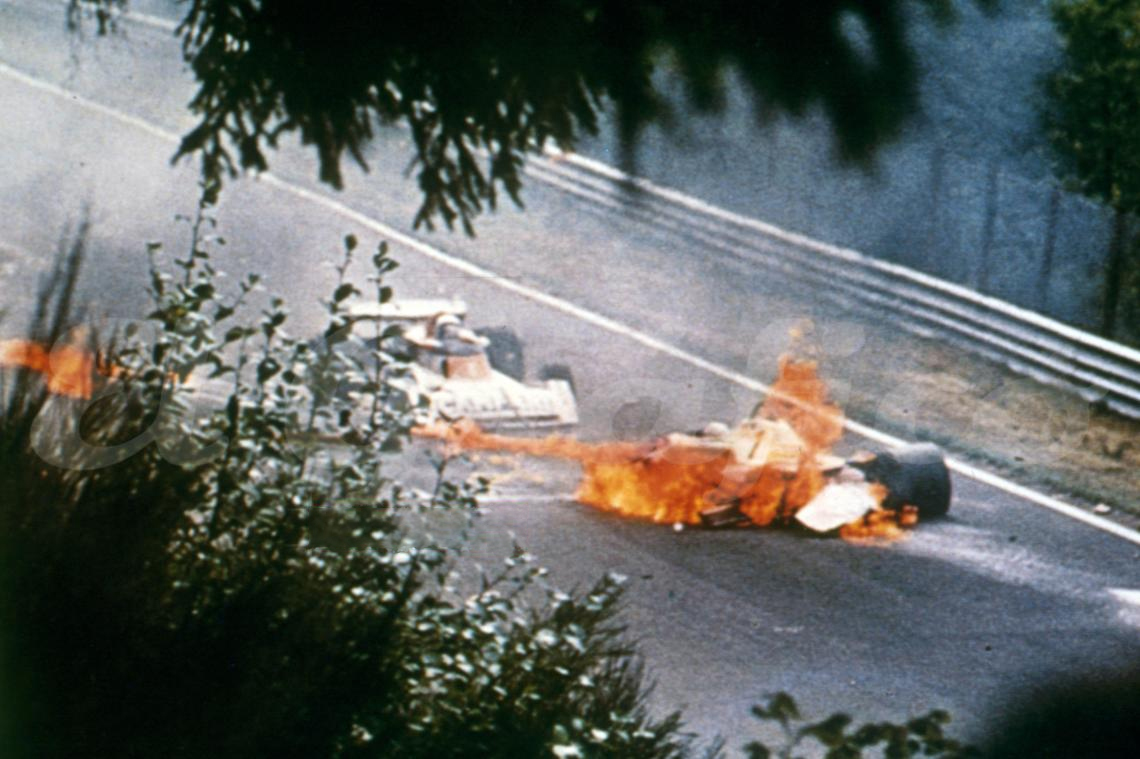
炎上するラウダのフェラーリ

2周目に入りコース北部のコーナー“ベルグヴェルグ”手前のカーブに差し掛かった時、ラウダのフェラーリが突然挙動を乱し、右に回転しながらフェンスを突き破ってマシン左側面から山肌に激突、炎上しながらコースに弾き飛ばされた。直後を走っていたガイ・エドワーズのヘスケスはかろうじてそれをかわしたが、ブレット・ランガーのサーティースはコース上に止まったフェラーリに正面から突っ込み、さらにハラルド・アートルのヘスケスも巻き込まれた。エドワーズ達3人とあとから加わったアルトゥーロ・メルツァリオによってラウダは救出され、病院に搬送される。この事故の模様は近くにいた少年によって8ミリフィルムで記録されていた。
レースは赤旗中断された。クリス・エイモンは事故にショックを受け再レースを棄権。結局このレースがエイモンの最後のF1レースとなる。1時間後にレースは再開され、ハントが終始トップを守って優勝する。2位はジョディー・シェクター、3位にマスが入った。このレース以降、チャンピオン争いの流れはハントに傾いていく。
炎上するマシンの中に45秒間取り残されていたラウダは、マンハイム大学病院に移され治療を受けた。炎とマシンが炎上した際FRP製の車体から発生したガスを吸ったために肺や血液の機能が低下したため、一時期生命が危ぶまれたが、その後奇跡的に回復し約1ヶ月後のイタリアGPで復帰する事になる。

### 結果
| 順位 | No | ドライバー                         | コンストラクタ               | 周回 | タイム/リタイヤ    | グリッド | ポイント |
| ---- | -- | ---------------------------------- | ---------------------------- | ---- | ------------------ | -------- | -------- |
| 1    | 11 | ジェームス・ハント                 | マクラーレン・フォード       | 14   | 1:41'42.7          | 1        | 9        |
| 2    | 3  | ジョディー・シェクター             | ティレル・フォード           | 14   | 1:42'10.4          | 8        | 6        |
| 3    | 12 | ヨッヘン・マス                     | マクラーレン・フォード       | 14   | 1:42'35.1          | 9        | 4        |
| 4    | 8  | カルロス・パーチェ                 | ブラバム・アルファロメオ     | 14   | 1:42'36.9          | 7        | 3        |
| 5    | 6  | グンナー・ニルソン                 | ロータス・フォード           | 14   | 1:43'40.0          | 16       | 2        |
| 6    | 77 | ロルフ・シュトメレン               | ブラバム・アルファロメオ     | 14   | 1:44'13.0          | 15       | 1        |
| 7    | 28 | ジョン・ワトソン                   | ペンスキー・フォード         | 14   | 1:44'16.6          | 19       |          |
| 8    | 16 | トム・プライス                     | シャドウ・フォード           | 14   | 1:44'30.9          | 18       |          |
| 9    | 2  | クレイ・レガツォーニ               | フェラーリ                   | 14   | 1:45'28.7          | 5        |          |
| 10   | 19 | アラン・ジョーンズ                 | サーティース・フォード       | 14   | 1:45'30.0          | 14       |          |
| 11   | 17 | ジャン＝ピエール・ジャリエ         | シャドウ・フォード           | 14   | 1:46'34.4          | 23       |          |
| 12   | 5  | マリオ・アンドレッティ             | ロータス・フォード           | 14   | 1:46'40.8          | 12       |          |
| 13   | 30 | エマーソン・フィッティパルディ     | フィッティパルディ・フォード | 14   | 1:47'07.9          | 20       |          |
| 14   | 40 | アレッサンドロ・ペゼンティ＝ロッシ | ティレル・フォード           | 13   | 1:43'19.8          | 26       |          |
| 15   | 25 | ガイ・エドワーズ                   | ヘスケス・フォード           | 13   | 1:46'55.8          | 25       |          |
| Ret  | 20 | アルトゥーロ・メルツァリオ         | ウィリアムズ・フォード       | 3    | ブレーキ           | 21       |          |
| Ret  | 9  | ヴィットリオ・ブランビラ           | マーチ・フォード             | 1    | アクシデント       | 13       |          |
| Ret  | 4  | パトリック・デパイユ               | ティレル・フォード           | 0    | アクシデント       | 3        |          |
| Ret  | 7  | カルロス・ロイテマン               | ブラバム・アルファロメオ     | 0    | フューエルシステム | 10       |          |
| Ret  | 10 | ロニー・ピーターソン               | マーチ・フォード             | 0    | アクシデント       | 11       |          |
| Ret  | 34 | ハンス＝ヨアヒム・スタック         | マーチ・フォード             | (1)  | クラッチ           | 4        |          |
| Ret  | 26 | ジャック・ラフィット               | リジェ・マトラ               | (1)  | ギアボックス       | 6        |          |
| Ret  | 22 | クリス・エイモン                   | エンサイン・フォード         | (1)  | 出走取り消し       | 17       |          |
| Ret  | 1  | ニキ・ラウダ                       | フェラーリ                   | (1)  | アクシデント       | 2        |          |
| Ret  | 18 | ブレット・ランガー                 | サーティース・フォード       | (1)  | アクシデント       | 24       |          |
| Ret  | 24 | ハラルド・アートル                 | ヘスケス・フォード           | (1)  | アクシデント       | 22       |          |
| DNQ  | 33 | レラ・ロンバルディ                 | ブラバム・フォード           | -    | 予選不通過         | 27       |          |
| DNQ  | 38 | アンリ・ペスカロロ                 | サーティース・フォード       | -    | 予選不通過         | 28       |          |

- 周回数に () の付いているドライバーは再レースに出走しなかった事を示す。
- ラップリーダー - ジェームス・ハント (LAP1 - 14)

## 第10戦終了時点でのランキング
| 順位 | ドライバー             | ポイント |
| ---- | ---------------------- | -------- |
| 1    | ニキ・ラウダ           | 58       |
| 2    | ジェームス・ハント     | 44       |
| 3    | ジョディー・シェクター | 34       |
| 4    | パトリック・デパイユ   | 26       |
| 5    | クレイ・レガツォーニ   | 16       |

| 順位 | コンストラクター                 | ポイント |
| ---- | -------------------------------- | -------- |
| 1    | フェラーリ                       | 61       |
| 2    | マクラーレン・フォード           | 49 (50)  |
| 3    | ティレル・フォード               | 47       |
| 4    | リジェ・マトラ                   | 10       |
| 5    | ペンスキー・レーシング・フォード | 9        |

- 注：ドライバー、コンストラクター共にトップ5のみ表示。チャンピオンシップには前半8戦中ベスト7戦、後半8戦中ベスト7戦がカウントされる。ポイントはチャンピオンシップにカウントされるポイント、括弧内は総獲得ポイント。

## 参考資料
- 『オートスポーツ』 三栄書房、1976年10月1日号、90 - 95頁。
- “The Official Formula 1 website”. 2011年11月23日閲覧。